# Natalja Pulkowska
Natalija Wassyliwna Pulkowska (ukrainisch Наталія Василівна Пульковська; * 4. Juni 1988) ist eine ukrainische Ringerin. Sie wurde 2014 Vize-Europameisterin in der Gewichtsklasse bis 48 kg Körpergewicht.

## Werdegang
Natalja Pulkowska begann als Jugendliche 2001 mit dem Ringen. Sie gehört dem Sportclub Kolos Kolomija an und wird seit Beginn ihrer Laufbahn von Alexander Jeschow trainiert. Sie ist Studentin. Die 1,60 Meter große Athletin startete bisher fast immer in der leichtesten Gewichtsklasse im Frauenringen, der Gewichtsklasse bis 48 kg Körpergewicht. Ihren ersten Start bei einer internationalen Meisterschaft absolvierte sie bei der Junioren-Europameisterschaft (Cadets) in Albena/Bulgarien, dabei belegte sie in der Gewichtsklasse bis 46 kg den 5. Platz. Im weiteren Verlauf ihrer Karriere als Juniorenringerin war sie dann sehr erfolgreich. 2006 wurde sie in Guatemala-Stadt in der Gewichtsklasse bis 48 kg Vize-Weltmeisterin hinter der Schwedin Sofia Mattsson. 2007 wurde sie in Belgrad in der gleichen Gewichtsklasse Junioren-Europameisterin.
2006 wurde sie vom ukrainischen Ringerverband erstmals bei den Seniorinnen bei einer internationalen Meisterschaft eingesetzt. Das war bei der Weltmeisterschaft in Guangzhou/China. In der Gewichtsklasse bis 48 kg siegte sie dabei über Guadelupe Perez aus Mexiko und Shumel aus Indien, verlor aber in ihrem dritten Kampf gegen Francine de Paola-Martinez aus Italien. Da diese das Finale nicht erreichte, schied sie aus und belegte den 7. Platz.
Ihre weitere Karriere war bei den Seniorinnen davon gekennzeichnet, dass die Ukraine in ihrer Gewichtsklasse mit Irina Melnik-Merleni, Oleksandra Kohut und Maria Liwatsch drei international sehr erfolgreiche Ringerinnen hatte, gegen die sich Natalja Pulkowska nicht durchsetzen konnte. Sie kam deshalb bis Ende 2013 bei keinen internationalen Meisterschaften, von der Universitäten-Weltmeisterschaft 2010 in Turin einmal abgesehen, mehr zum Einsatz. In Turin gewann sie in der Gewichtsklasse bis 48 kg hinter Minori Akeo aus Japan und Alina Morewa aus Russland eine Bronzemedaille.
Im April 2014 kam sie dann bei der Europameisterschaft in Vantaa/Finnland zum Einsatz. Dort überzeugte sie in der Gewichtsklasse bis 48 kg und kämpfte sich mit Siegen über Emilia Budeanu, Moldawien, Anna Lukasiak, Polen und Frederike Petersson, Schweden in das Finale, in dem sie gegen Maria Stadnik, die aus einer ukrainischen Ringerfamilie stammt, aber für Aserbaidschan an den Start geht, verlor. Sie wurde damit Vize-Europameisterin.

## Internationale Erfolge
| Jahr | Platz | Wettbewerb                               | Gewichtsklasse | Ergebnisse |
| 2004 | 5.    | Junioren-EM (Cadets) in Albena/Bulgarien | bis 46 kg      | Siegerin: Maria Wilmowa, Russland, vor Elcin Demirtas, Türkei                                                                                              |
| 2005 | 10.   | Junioren-Wm in Wrocław                   | bis 48 kg      | Siegerin: Lorissa Oorschak, Russland vor Marta Podedworna, Polen                                                                                           |
| 2006 | 2.    | Junioren-WM in Guatemala-Stadt           | bis 48 kg      | hinter Sofia Mattsson, Schweden, vor Fuyuko Mimura, Japan und Jildis Eschimowa, Aserbaidschan                                                              |
| 2006 | 7.    | WM in Guangzhou/China                    | bis 48 kg      | nach Siegen über Guadelupe Perez, Mexiko und Shumel, Indien und einer Niederlage gegen Francine de Paola-Martinez, Spanien                                 |
| 2007 | 1.    | Junioren-EM in Belgrad                   | bis 48 kg      | vor Georgiana-Michaela Radoi, Rumänien, Angelika Sylwia Glab, Polen und Elsa Tasetdinowa, Russland                                                         |
| 2007 | 10.   | Junioren-WM in Peking                    | bis 48 kg      | Siegerin: Sofia Mattsson, vor Fuyuko Mimura und Alyssa Lampe, USA                                                                                          |
| 2008 | 7.    | Junioren-WM in Istanbul                  | bis 51 kg      | Siegerin: Yu Horiuchi, Japan, vor Jekaterina Sergejewna Krasnowa, Russland und Helen Maroulis, USA                                                         |
| 2010 | 3.    | Welt-Cup in Nanjing                      | bis 48 kg      | hinter Enchjargal Tsogtbasar, Mongolei und Zhao Shasha, China                                                                                              |
| 2010 | 3.    | Universitäten-WM in Turin                | bis 48 kg      | hinter Minori Akeo, Japan und Alina Morewa, Russland |
| 2011 | 2.    | Intern. Turnier in Kiew                  | bis 48 kg      | hinter Carol Huynh, Kanada, vor Jana Stadnik, Großbritannien und Oleksandra Kohut, Ukraine                                                                 |
| 2012 | 2.    | Golden-Grand-Prix in Baku                | bis 48 kg      | hinter Anna Iwamura, Japan, vor Elena Wostrikowa, Russland und Schafag Muradsade, Aserbaidschan                                                            |
| 2013 | 7.    | Intern. Turnier in Kiew                  | bis 48 kg      | Siegerin: Alyssa Lampe vor Elena Wostrikowa und Victoria Anthony, USA                                                                                      |
| 2014 | 3.    | „Alexander-Medwed“-Preis in Minsk        | bis 48 kg      | hinter Tatjana Aamarschol-Bakatschuk, Kasachstan und Alina Morewa                                                                                          |
| 2014 | 2.    | EM in Vantaa/Finnland                    | bis 48 kg      | nach Siegen über Emilia Budeanu, Moldawien, Anna Lukasiak, Polen und Frederike Petersson, Schweden und einer Niederlage gegen Maria Stadnik, Aserbaidschan |

Erläuterungen
- alle Wettkämpfe im freien Stil
- WM = Weltmeisterschaft, EM = Europameisterschaft